# Cascade (miejscowość na Seszelach)
Cascade – miejscowość na Seszelach położona we wschodniej części wyspy Mahé, stolica dystryktu Cascade.